# Dünsberg (Naturschutzgebiet)
Das Naturschutzgebiet Dünsberg liegt auf dem Gebiet des Marktes Oberelsbach im unterfränkischen Landkreis Rhön-Grabfeld.
Das Gebiet mit dem 503 Meter hohen Dünsberg erstreckt sich westlich des Kernortes Oberelsbach. Am südöstlichen Rand verläuft die St 2289 und nordöstlich die St 2286. Nördlich erstreckt sich das 70,55 ha große Naturschutzgebiet Mühlwiesen im Elsbachtal.

## Bedeutung
Das 75,39 ha große Gebiet mit der Nr. NSG-00537.01 wurde im Jahr 1942 unter Naturschutz gestellt.